# Tylotropidius yunnanensis
Tylotropidius yunnanensis är en insektsart som beskrevs av Zheng, Z. och Liang 1990. Tylotropidius yunnanensis ingår i släktet Tylotropidius och familjen gräshoppor. Inga underarter finns listade i Catalogue of Life.